# Doraemon: Taiyō wa tomodachi ganbare! Soraemon gō
Doraemon: Taiyō wa tomodachi ganbare! Soraemon gō è un cortometraggio del 1993, appartenente alla saga di Doraemon, realizzato in tecnica mista ed inedito in Italia.

## Trama
Come nel precedente cortometraggio, Doraemon: Tokimeki Solar kurumaniyon, vengono esaltate l'utilità del Sole e delle automobili solari come valida alternativa nel rispetto dell'ambiente. Nel cortometraggio sono presenti Nobita, Shizuka e Soraemon (l'automobile solare ispirata a Doraemon).

## Distribuzione
Il cortometraggio è stato distribuito nei cinema giapponesi insieme a Doraemon: Nobita to buriki no labyrinth, il 6 marzo 1993.
Il titolo internazionale del film è: The Sun is Our friend: Hold on! Soraemon